# دهستان شباب
دهستان شباب، یکی از دهستان‌های بخش شباب شهرستان چرداول در استان ایلام ایران است. مرکز این دهستان، روستای سنگ سفید است.

## جمعیت
بر پایه سرشماری عمومی نفوس و مسکن در سال ۱۳۹۵، جمعیت دهستان شباب برابر با ۱٬۶۴۲ نفر بوده‌است.